# Killarney Motor Racing Circuit
Der Killarney Motor Racing Circuit ist eine 1951 eröffnete Motorsportrennstrecke im südafrikanischen Kapstadt in der Provinz Western Cape. Sie liegt im Stadtteil Milnerton. Die 3,267 km lange Strecke gehört heute zum Killarney Motor Racing Complex.

## Geschichte

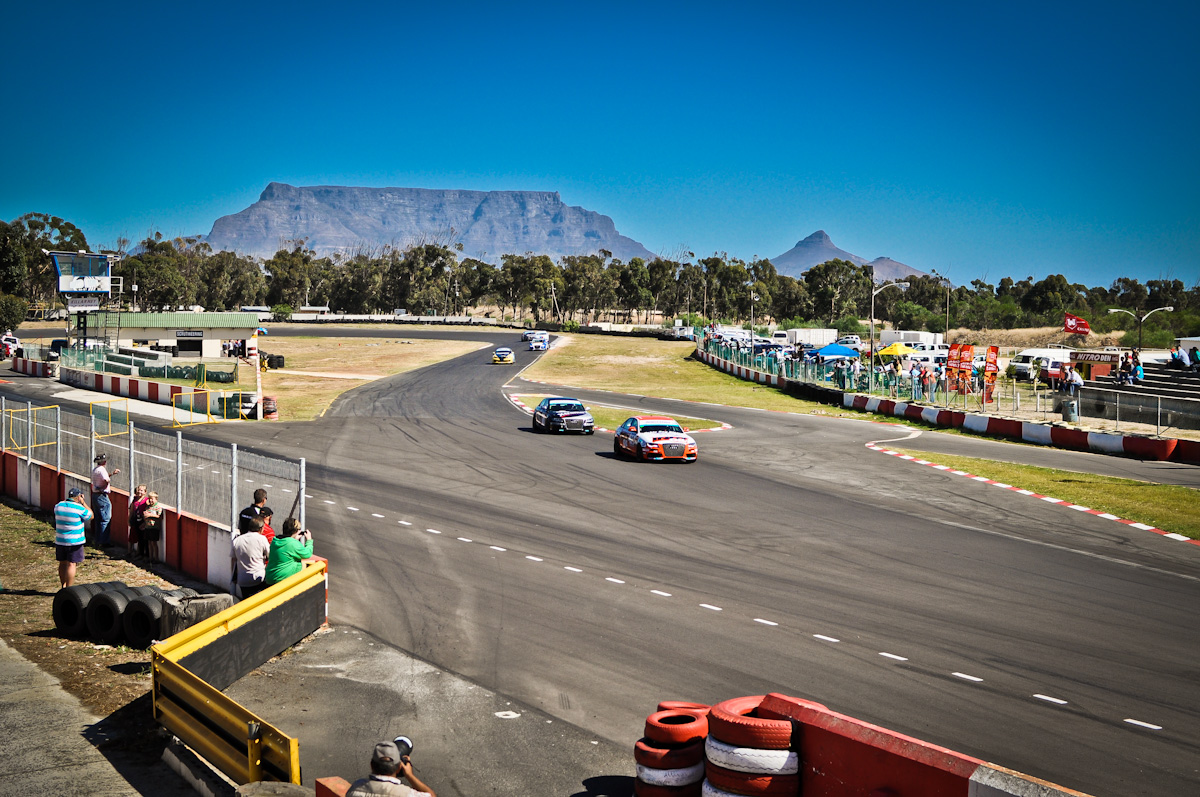
Eingang „Chicane“ mit Blick auf den Tafelberg und Lion’s Head

Die ersten Sprintrennen wurden 1949 auf der Potsdam Road, der Verbindungsstraße zwischen Kapstadt und Malmesbury, veranstaltet. Im September 1951 starteten direkt neben der Hauptstraße die ersten Rennen auf einer ersten permanenten Rundstrecke. Die 1,06 km lange Strecke bestand aus einer quasi dreieckigen Streckenführung mit einer angeschlossenen in einer Haarnadelkurve endenden Passage.
Bereits ein Jahr später wurde die Strecke um einen Bogen auf 1,85 km erweitert. 1954 wurde die Strecke um die heute noch vorhandenen „Cape Town Corner“ erweitert, auf nun 2,69 km, die Streckenführung war immer noch gegen den Uhrzeigersinn.
Der Streckenbetreiber entschied 1960, Killarney auf die internationalen FIA-Standards auszubauen, die Strecke wurde ein weiteres Mal auf die heute noch genutzten 3,267 km verlängert und fortan im Uhrzeigersinn befahren. Am 26. November 1960 startete das erste Rennen auf der neuen „Grand-Prix“-Strecke.
Am 17. Dezember 1960 wurde das erste Mal in Killarney im Rahmen der Südafrikanischen Formel-1-Meisterschaft der Cape Grand Prix ausgetragen. Dieser war Teil der „südafrikanische Temporada“. Hier konnten auch die Teams der Formel-1-Weltmeisterschaft teilnehmen; sie waren automatisch gesetzt und mussten sich, anders als die südafrikanischen Wettbewerber, nicht für die Rennteilnahmen qualifizieren. Zu Beginn der 1960er-Jahre bestritten insbesondere viele britische Formel-1-Teams diese Rennen als Testrennen. Einige von ihnen hatten allerdings eine distanzierte Einstellung gegenüber dem Rundkurs. Stirling Moss und Joakim Bonnier, Sieger und Zweitplatzierter des ersten Formel-1-Rennens auf dem Killarney Circuit, waren beispielsweise der Ansicht, die Strecke sei zu langsam, zu eng und habe keine hinreichend langen Geraden, sodass die Autos kaum ihre Höchstgeschwindigkeit erreichen würden.
2005 wurde nach der Übernahme von Dunlop die Dunlopbrücke abgerissen; die Brücke hatte 45 Jahre am Ende der Start-und-Ziel-Gerade gestanden. 2008 wurde eine zusätzliche neue Boxenanlage, diesmal in Fahrtrichtung links, errichtet.
2017 wurde im Bereich der Kurven 2–4 eine Strecke für die Ausrichtung einer Runde der FIA World Rallycross Series konstruiert.

## Streckenvarianten
Der Killarney Motor Racing Complex besteht heute aus der ehemaligen Grand-Prix-Strecke, einer 1/4-Meile-Dragsterrennstrecke, einer Kartanlage und einer Motocross-Strecke. Die GP-Strecke kann in 4 Varianten, dem klassischen Automobilkurs, einer Motorrad-Variante mit zusätzlicher Schikane, einer Clubvariante die nur die Kurven 2–4 und eine Kurzanbindung nutzt, sowie einem Ovalkurs im Bereich der Kurve 2 konfiguriert werden.